# Din-i ilahi
Dīn-i Ilāhī (Göttliche Religion) ist eine synkretistische, von Akbar (1542–1605; reg. 1556–1605), eigentlich Dschalāludin Mohammed, geschaffene religiöse Bewegung bzw. im Wesentlichen ein ethisches System, welches Islam und Hinduismus zu verbinden versuchte, dazu Elemente weiterer Religionen des Mogulreichs – Christentum, Jainismus und Zoroastrismus.

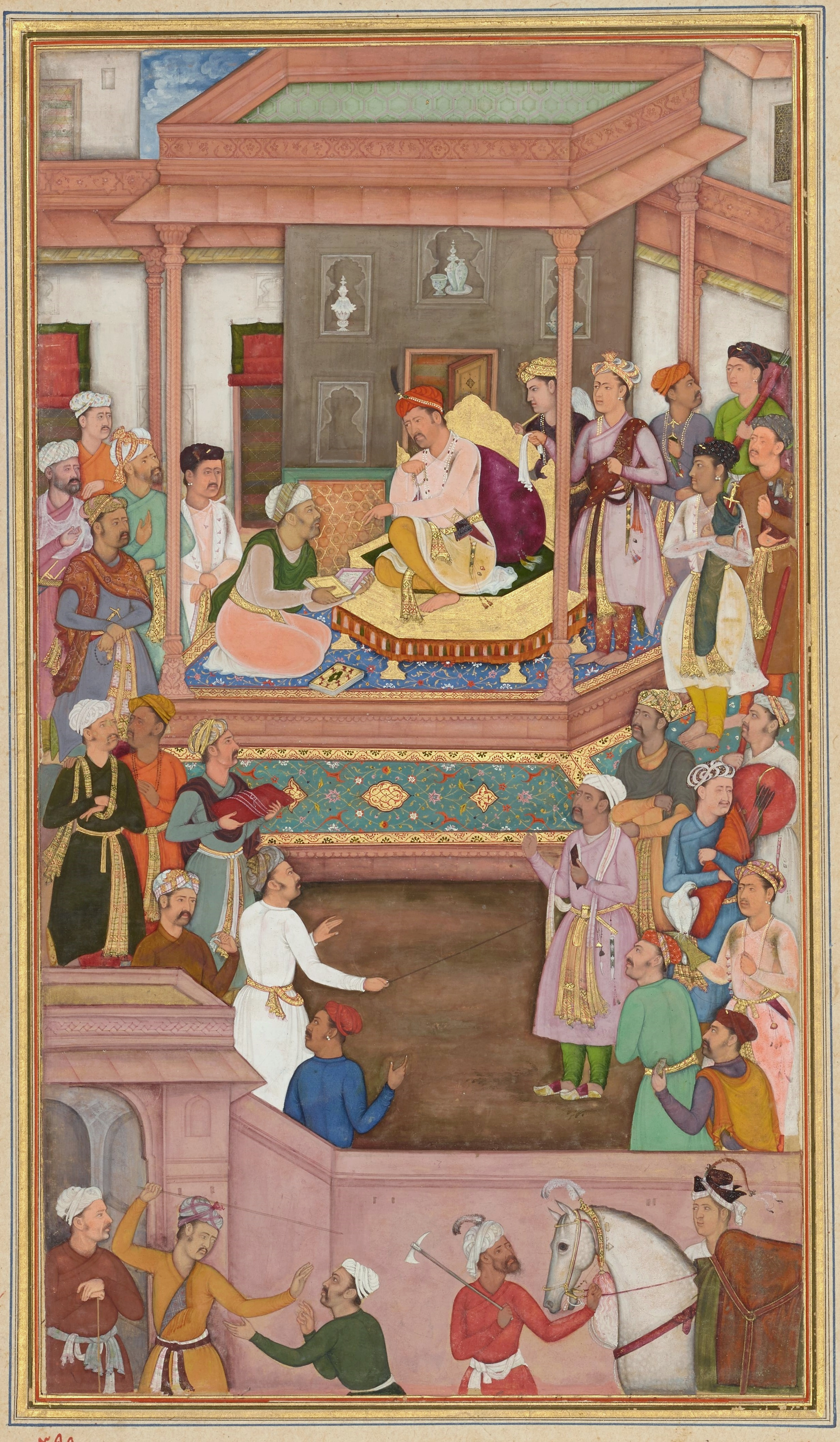
Abu 'l-Fazl überreicht Akbar das Akbar-nāma, 1598.

Akbar hoffte, dass die von ihm geschaffene Religion die religiösen Unterschiede zwischen seinen Untertanen beseitigen würde, doch letztendlich konvertierten nur wenige Menschen aus dem engsten Kreis des Mogulkaisers zu seinem Glauben.

## Geschichte
Akbar, ein Nachfahre von Timur Lenk, war ein bedeutender Großmogul von Indien. Unter seiner Regierungszeit dehnte sich das Mogulreich stetig aus und stand in wirtschaftlicher und kultureller Blüte.
Am Hofe Akbars wurden Aufmerksamkeit und Respekt gegenüber anderen Religionen stark gefördert. Der Herrscher selbst errichtete in Fatehpur Sikri ein Ibadat Khana (Haus der Verehrung), in dem Vertreter verschiedener religiöser Denkrichtungen an philosophischen Debatten zu verschiedenen Themen teilnahmen.
Der Urkunde (mazhar) des Jahres 1579, dem ersten Ergebnis der Gespräche im Ibadat Khana, folgte die Verkündung des Din-i Ilahi in den Jahren 1581–1582, was als Sufi-System Akbars bezeichnet werden kann.

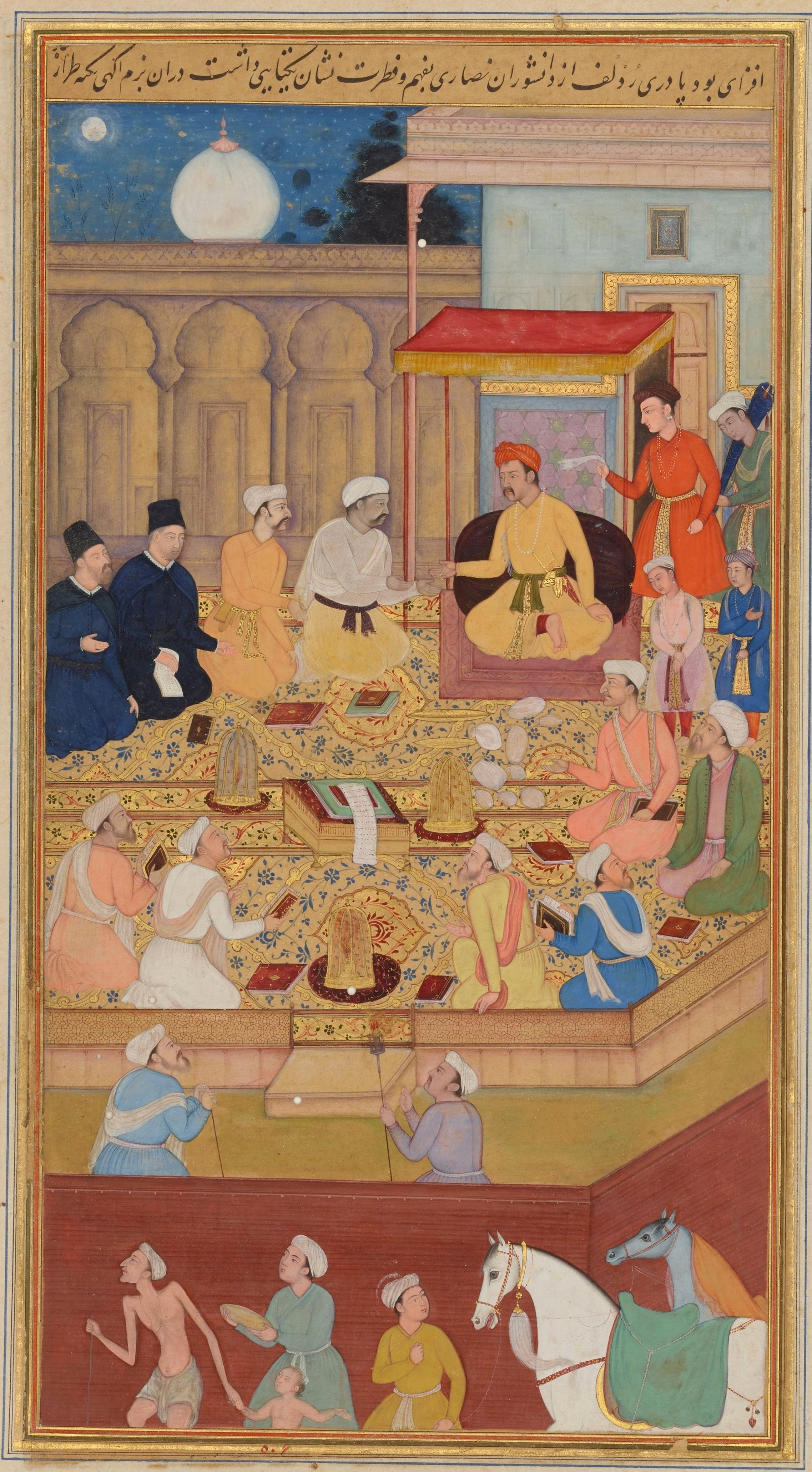
An einer religiösen Debatte in Akbars Versammlungshalle (Ibadat Khana) in Fatehpur Sikri nehmen die beiden Jesuitenpater Rodolfo Acquaviva und Francisco Henriques (links oben) teil. Illustration zum Akbar-nāma von dem hinduistischen Hofmaler Nar Singh (um 1605).

Gestützt auf Aziz Ahmad (1914–1978) stellt der Autor Fritz Lehmann  (1936–1994) eine weitgehend aus verschiedenen Sufi-Quellen stammenden eklektische Mischung von Symbolen und Ideen Akbars fest:

“He used an eclectic mixture of symbols and ideas to formulate his personal beliefs in a divine monotheism, tawḥīd-e elāhī, largely derived from various Sufi sources, including Shaikh Mobārak, the father of Abu’l-Fażl”

Der Oberbefehlshaber der Armee des Mogulherrschers, Raja Man Singh, beispielsweise weigerte sich, zu einer neuen Religion zu konvertieren, mit der Begründung, dass er nur Hinduismus und Islam anerkenne. Din-i illahi bereicherte die muslimische Welt Indiens mit Übersetzungen des Ramayana, des Mahabharata und vier Evangelien des Neuen Testaments. Auf Akbars Anweisung hin wurde der Historiker Badāʾūnī, ein gläubiger Muslim, gezwungen, an einer Übersetzung des Mahabharata zu arbeiten.
Als Akbar 1582 seine neue Religion ausrief, die Elemente des Islams und des Hinduismus sowie anderer Religionen vereinte, war unter den namhaften muslimischen Gelehrten, die sich für den Erhalt des Glaubens des einfachen Volkes einsetzten, auch der große Imam Ahmad Sirhindi (1564–1624) aus Sirhind (Punjab), der sein Leben der Bewahrung der orthodoxen Überzeugungen des Islams und der Sunna des Propheten widmete und aufgrund dessen Bemühungen sich der Islam nicht nur behaupten, sondern sich auch über den Subkontinent, Zentralasien und Kleinasien ausbreiten konnte.
Die als große synkretistische Universalreligion geplante Synthese des Mogul-Kaisers Akbar überlebte ihren Schöpfer jedoch nicht.